# Choi Yong-kun
Pour les articles homonymes, voir Choi.
Dans ce nom coréen, le nom de famille, Choi, précède le nom personnel.
Choi Yong-kun (coréen : 최용건), né le 21 juin 1900 dans le Pyongan du Nord et mort le 19 septembre 1976 à Pyongyang, est un homme d'État nord-coréen. Il est le deuxième chef de l'État de la république populaire démocratique de Corée en tant que président du comité permanent de l'Assemblée populaire suprême de 1957 à 1972.

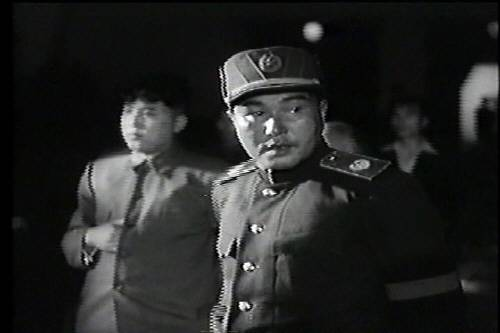
Kim Il-Sung et Choi Yong-kun aux funérailles de Kim Chaek, 1 février 1951.

## Biographie
Après avoir étudié dans deux académies militaires, Choi Yong-kun se bat lors de l'expédition du Nord chinoise de 1927, et prend part au combat durant les émeutes du Parti communiste en décembre de cette même année.
En août 1936, Choi devient officier dans l'Armée populaire de Corée. En 1946, il devient le président du Parti social-démocrate de Corée et conduit cette organisation dans la voie du communisme. Il devient le ministre de la Défense de la république populaire démocratique de Corée en septembre 1948. Il est en fait le commandant principal des armées nord-coréennes durant la guerre de Corée, depuis la première invasion de la Corée du Sud en juin 1950 jusqu'à la signature de l'accord d'armistice coréen en juillet 1953.
Après la fin de la Guerre de Corée, Choi est promu au titre de vice-maréchal et fait héros de la république. En 1957, il devient président du comité permanent de l'Assemblée populaire suprême.
Il prend sa retraite en 1972 et meurt à Pyongyang en 1976.